# Agastache pringlei
Agastache pringlei là một loài thực vật có hoa trong họ Hoa môi. Loài này được (Briq.) Lint & Epling mô tả khoa học đầu tiên năm 1945.